# Paul Halas
Paul Halas (* 1949 in Woking) ist ein englischer Comicautor, der für seine Skripte für Disney-Comics bekannt wurde.

## Leben
Halas wurde 1949 in Woking, einem Londoner Vorort, geboren. Seine Eltern, John Halas (1912–1995) und Joy Batchelor (1914–1991), betrieben die „Halas und Batchelor Animation Studios“. In diesen wurde 1955 beispielsweise eine Neuversion von George Orwells „Farm der Tiere“ gedreht, wodurch der Sohn mit Animationen und Comics gut vertraut war. So besuchte er in den Jahren 1969 bis 1971 die London International Film School und arbeitete in den 70er Jahren für verschiedene Studios wie das Educational Film Centre oder auch für BBC. Für Polyscope schrieb er sechs halbstündige Filme. 1978 wurden ECN-Redakteure auf ihn aufmerksam, von diesem Zeitpunkt an wurden zahlreiche Disneycomics aus seiner Feder veröffentlicht.
Paul Halas lebt heute mit seiner Familie in Cirencester. Nach eigenen Angaben kommen ihm die besten Ideen beim Spazieren gehen oder beim Angeln.

## Stil
Halas widmet sich vorzugsweise dem SV Entenhausen, der Fußballmannschaft Mack und Mucks, sowie der Weiterentwicklung des Charakters Striezel Streunecke. Insgesamt entstanden für Disney bis heute mehrere hundert Geschichten, in denen sowohl Micky Maus und Donald Duck, als auch zahlreiche weitere Charaktere Hauptrollen spielen.